# San Juan Zapotitlán
San Juan Zapotitlán är en ort i Mexiko.   Den ligger i kommunen San Pedro Sochiápam och delstaten Oaxaca, i den sydöstra delen av landet, 300 km sydost om huvudstaden Mexico City. San Juan Zapotitlán ligger 605 meter över havet och antalet invånare är 1 068.
Terrängen runt San Juan Zapotitlán är bergig västerut, men österut är den kuperad. San Juan Zapotitlán ligger nere i en dal. Runt San Juan Zapotitlán är det glesbefolkat, med 13 invånare per kvadratkilometer. Närmaste större samhälle är San Felipe Usila, 12,4 km nordost om San Juan Zapotitlán. I omgivningarna runt San Juan Zapotitlán växer i huvudsak städsegrön lövskog.